# Дискография Queen
Дискография британской рок-группы Queen насчитывает 15 студийных и 10 концертных альбомов, 38 сборников, 1 мини-альбом, 24 бокс-сета, 36 видеоальбомов и 77 синглов.
В 1973 году группа выпустила дебютный одноименный альбом, который не стал успешным, но занял 24 позицию в британском чарте, получил платиновый сертификат в Польше и золотой на родине коллектива. Синглы с дебютной пластинки также не принесли группе успеха. В 1974 году вышел второй альбом Queen II. Третий альбом группы Sheer Heart Attack занял позиции в 7 чартах, а песня «Killer Queen» стала первым хитом группы. Сингл в Великобритании стал серебряным. Следующий альбом A Night at the Opera прославил группу на весь мир благодаря песням «You're My Best Friend» и «Bohemian Rhapsody», снискавшей огромную популярность среди поклонников. В 1976 году был издан A Day at the Races, очень похожий на своего предшественника, вследствие чего группу обвиняли в неудачной попытке повторить успех предыдущего альбома. Однако он пробился во многие чарты, песня «Somebody to Love» стала очередным хитом.
В 1977 году вышел диск News of the World, принесший сразу два всемирно известных хита: «We Will Rock You» и «We Are The Champions». В 1978 году вышел Jazz, отличающийся своим жанровым разнообразием, вследствие чего альбом был раскритикован некоторыми музыкальными изданиями. В 1980 вышел альбом The Game, открывший новую эпоху в творчестве Queen. Наиболее успешными стали композиции «Crazy Little Thing Called Love» и «Another One Bites the Dust».
Через год группа записала саундтрек к фильму «Флэш Гордон», песни которого вышли на одноимённом альбоме. В 1982 году вышел альбом Hot Space, имевший меньший успех в связи с тем, что Queen отошли от рок-музыки и экспериментировали с диско, R&B и танцевальной музыкой, пытаясь превзойти успех диско-фанковой «Another One Bites the Dust». После провального в коммерческом плане альбома группа сделала перерыв в концертной деятельности на 1983 год, чтобы создать материал, позволивший бы вернуть группе прошлые успехи.
В 1984 году вышел следующий альбом The Works, попавший в топ-10 практически любого уголка планеты. Альбом ознаменовал возвращение Queen к хард-року, но эксперименты с электроникой продолжились. Наиболее успешной песней стала «Radio Ga Ga». Второй сингл из этого альбома — «I Want to Break Free» — стал гимном Африканского Национального Конгресса. Период с 1984 по 1995 год является периодом наибольшего коммерческого успеха группы. Каждый из выпущенных за это время студийных альбомов стал платиновым в Великобритании и был продан тиражом в как минимум 1 миллион экземпляров. В 1986 году группа создала из песен, написанных в качестве саундтреков к фильмам «Железный орёл» и «Горец», новый альбом A Kind of Magic, получивший трёхкратный платиновый статус в Польше.
В 1989 был выпущен альбом The Miracle, на котором группа снова вернулась к привычному хард-року. В феврале 1991 года был издан последний при жизни Фредди Меркьюри альбом Innuendo. Незадолго до смерти Меркьюри в свет вышел очередной хит «The Show Must Go On». В 1995 году оставшиеся участники группы выпустили последний альбом Made in Heaven, музыкально и стилистически напоминавший творчество Queen 1970-х. В Великобритании альбом стал четырежды платиновым, мировые продажи составили 20 миллионов экземпляров.
Общий тираж всех релизов группы превышает 200 миллионов экземпляров. В 1990 году Queen получили премию BRIT Awards за выдающийся вклад в британскую музыку, а в 2005 году заняли 52 место в списке 100 величайших исполнителей всех времён по версии журнала Rolling Stone.
| Сокращения названий стран (по стандарту ГОСТ 7.67) | Сокращения названий стран (по стандарту ГОСТ 7.67) | |
| --- | --- | --- |
| \| - АВТ — Австрия - АВС — Австралия - БЕЛ — Бельгия - КАН — Канада - ШВА — Швейцария - ИСП — Испания - ГЕР — Германия - ДАН — Дания - ЮАР — Южно-Африканская Республика \| - ВЕН — Венгрия - ФИН — Финляндия - ФРА — Франция - ВЕЛ — Великобритания - ГРЕ — Греция - ИРЯ — Ирландия - ИТА — Италия - ЯПО — Япония - ПОЛ — Польша \| - НИД — Нидерланды - НОР — Норвегия - НОЗ — Новая Зеландия - США — Соединённые Штаты Америки - ШВЕ — Швеция - ЕВР — Европейский Союз - ПОР — Португалия - МЕК — Мексика - ИЗР — Израиль \| | | |
| - АВТ — Австрия - АВС — Австралия - БЕЛ — Бельгия - КАН — Канада - ШВА — Швейцария - ИСП — Испания - ГЕР — Германия - ДАН — Дания - ЮАР — Южно-Африканская Республика | - ВЕН — Венгрия - ФИН — Финляндия - ФРА — Франция - ВЕЛ — Великобритания - ГРЕ — Греция - ИРЯ — Ирландия - ИТА — Италия - ЯПО — Япония - ПОЛ — Польша | - НИД — Нидерланды - НОР — Норвегия - НОЗ — Новая Зеландия - США — Соединённые Штаты Америки - ШВЕ — Швеция - ЕВР — Европейский Союз - ПОР — Португалия - МЕК — Мексика - ИЗР — Израиль |

## Студийные альбомы
| 1973                                      | Queen Детали - Релиз: 13 июля - Лейбл: EMI - Формат: LP, CD, SACD, Stereo 8, CS                          | 24 | 83    | —  | 77 | 87 | —  | — | —  | —  | —  | —  | —  | —  | —     | — | —  | — | — | —  | — | —  | Список - : Золотой - : Золотой - : Платиновый |
| 1974                                      | Queen II Детали - Релиз: 8 марта - Лейбл: EMI - Формат: LP, CD, SACD, Stereo 8, CS                       | 5  | 49    | 40 | 79 | —  | 19 | — | —  | —  | —  | —  | —  | —  | —     | — | —  | — | — | —  | — | —  | Список - : Золотой - : Золотой - : Платиновый |
| 1974                                      | Sheer Heart Attack Детали - Релиз: 8 ноября - Лейбл: EMI, Parlophone - Формат: LP, CD, SACD, CS          | 2  | 12    | 6  | 19 | 32 | 9  | 7 | 6  | —  | —  | —  | —  | —  | —     | — | —  | — | 7 | —  | — | —  | Список - : Золотой - : Платиновый - : Платиновый |
| 1975                                      | A Night at the Opera Детали - Релиз: 2 декабря - Лейбл: EMI - Формат: LP, CD (+ DVD), SACD, Stereo 8, CS | 1  | 4     | 2  | 1  | 22 | 4  | 1 | 16 | 5  | 1  | 10 | 55 | 23 | 96/88 | 9 | —  | 4 | — | —  | — | —  | Список - : 3×Платиновый - : Платиновый - : 2×Платиновый - : Платиновый - : Золотой - : Платиновый - : Золотой - : Платиновый - : Золотой                                                                                              |
| 1976                                      | A Day at the Races Детали - Релиз: 10 декабря - Лейбл: EMI - Формат: LP, CD, Stereo 8, CS                | 1  | 5     | 4  | 8  | 24 | 3  | 1 | —  | 10 | 11 | 8  | —  | —  | 2     | 8 | —  | — | 2 | —  | 6 | —  | Список - : Платиновый - : Золотой - : Платиновый - : Платиновый - : Золотой |
| 1977                                      | News of the World Детали - Релиз: 28 октября - Лейбл: EMI - Формат: LP, CD, Stereo 8, CS, SACD           | 4  | 3/22  | 2  | —  | —  | 4  | 1 | 1  | 7  | 15 | 9  | —  | —  | —     | 9 | —  | — | — | —  | — | —  | Список - : 4×Платиновый - : Золотой - : Платиновый - : 3×Платиновый - : Платиновый - : Золотой - : Платиновый |
| 1978                                      | Jazz Детали - Релиз: 20 ноября - Лейбл: EMI - Формат: LP, CD, SACD, Stereo 8, CS                         | 2  | 6     | 6  | —  | —  | 6  | 3 | 7  | 5  | 20 | 6  | —  | —  | —     | 8 | —  | — | — | —  | — | —  | Список - : Платиновый - : Золотой - : Платиновый - : Золотой - : Золотой - : Платиновый - : Золотой |
| 1980                                      | The Game Детали - Релиз: 30 июня - Лейбл: EMI - Формат: LP, CD, SACD, Stereo 8, CS, DVD                  | 1  | 1/8   | 1  | —  | 79 | 2  | 1 | —  | 2  | 11 | 7  | —  | —  | —     | 5 | 1  | — | — | —  | — | —  | Список - : 4×Платиновый - : Платиновый - : Платиновый - : Золотой - : Золотой |
| 1980                                      | Flash Gordon Детали - Релиз: 8 декабря - Лейбл: EMI - Формат: LP, CD, SACD, CS, Stereo 8                 | 10 | 23    | 11 | —  | —  | 25 | 7 | —  | 2  | —  | 29 | —  | —  | —     | 1 | 18 | — | — | —  | — | —  | Список - : Золотой - : Платиновый |
| 1982                                      | Hot Space Детали - Релиз: 21 мая - Лейбл: EMI - Формат: LP, CD, SACD, Stereo 8, CS                       | 4  | 22/40 | 4  | 15 | 6  | 3  | 1 | 7  | 5  | 5  | 4  | —  | —  | —     | 1 | 9  | — | — | —  | — | —  | Список - : Золотой - : Золотой - : Платиновый - : Золотой |
| 1984                                      | The Works Детали - Релиз: 27 февраля - Лейбл: EMI - Формат: LP, CD, SACD, CS                             | 2  | 23    | 22 | 12 | 7  | 2  | 1 | 14 | 3  | 9  | 3  | —  | —  | 18/87 | 2 | 4  | 3 | — | —  | — | —  | Список - : Золотой - : Платиновый - : Платиновый - : Платиновый - : Платиновый - : Платиновый - : Золотой - : Платиновый |
| 1986                                      | A Kind of Magic Детали - Релиз: 2 июня - Лейбл: EMI - Формат: LP, CD, SACD, CS                           | 1  | 46    | 50 | 12 | 25 | 5  | 2 | 6  | 4  | 9  | 9  | 91 | —  | 88    | 3 | 11 | 4 | — | —  | — | 11 | Список - : Золотой - : 2×Платиновый - : 3×Платиновый - : Платиновый - : Золотой - : Платиновый - : 2×Платиновый - : Платиновый - : Платиновый                                                                                         |
| 1989                                      | The Miracle Детали - Релиз: 22 мая - Лейбл: Parlophone - Формат: LP, CD, SACD, CS                        | 1  | 24    | 18 | 4  | 23 | 2  | 1 | 11 | 1  | 2  | 6  | —  | —  | —     | 1 | 3  | 1 | — | 36 | — | —  | Список - : Платиновый - : Золотой - : Золотой - : Платиновый - : Платиновый - : Платиновый - : Платиновый - : Золотой |
| 1991                                      | Innuendo Детали - Релиз: 4 февраля - Лейбл: Parlophone - Формат: LP, CD, SACD, CS                        | 1  | 30    | 16 | 6  | 17 | 8  | 1 | 9  | 1  | 6  | 9  | 65 | —  | —     | 2 | 1  | 1 | — | 3  | — | —  | Список - : 2×Платиновый - : Золотой - : Золотой - : Платиновый - : Золотой - : Золотой - : Платиновый - : Платиновый - : 2×Платиновый - : Платиновый - : Платиновый                                                                   |
| 1995                                      | Made in Heaven Детали - Релиз: 6 ноября - Лейбл: Parlophone - Формат: LP, CD, SACD, CS                   | 1  | 58    | 18 | 3  | 10 | 2  | 1 | 2  | 1  | 1  | 1  | 1  | 1  | 1     | 1 | 1  | 1 | 1 | 3  | 1 | 1  | Список - : 4×Платиновый - : Платиновый - : 2×Платиновый - : Платиновый - : Золотой - : Платиновый - : 3×Платиновый - : 3×Платиновый - : Платиновый - : 2×Платиновый - : Платиновый - : 2×Платиновый - : 2×Платиновый - : 5×Платиновый |
| «—» ставится, если альбом не попал в чарт | |    |       |    |    |    |    |   |    |    |    |    |    |    |       |   |    |   |   |    |   |    | |

## Концертные альбомы
| 1979                                      | Live Killers Детали - Релиз: 22 июня - Лейбл: EMI - Формат: 2×LP, 2×CS, Stereo 8, 2×CD                                           | 3  | 16   | 25 | 8  | 10 | 9  | 4  | 21 | 15 | 3  | 34 | —  | —   | —  | —  | 8      | 8  | —  | —  | —  | — | Список - : 2×Платиновый - : Золотой - : Золотой - : Платиновый - : Золотой - : Золотой                                            |
| 1985                                      | Live in Concert Детали - Лейбл: Elektra - Формат: LP, CS                                                                         | —  | —    | —  | —  | —  | —  | —  | —  | —  | —  | —  | —  | —   | —  | —  | —      | —  | —  | —  | —  | — | |
| 1986                                      | Live Magic Детали - Релиз: 1 декабря - Лейбл: EMI - Формат: LP, CD, CS                                                           | 3  | —    | —  | 49 | —  | 24 | 15 | 36 | 50 | 13 | 26 | 87 | —   | —  | —  | —      | —  | —  | —  | —  | — | Список - : Платиновый - : Золотой - : Золотой - : Золотой - : Платиновый - : Платиновый - : Золотой                               |
| 1989                                      | At the Beeb Детали - Релиз: 4 декабря - Лейбл: Band of Joy - Формат: LP, CD, CS                                                  | 67 | —    | —  | —  | —  | —  | —  | —  | —  | —  | —  | —  | —   | —  | —  | —      | —  | —  | —  | —  | — | |
| 1992                                      | Live at Wembley '86 Детали - Релиз: 26 мая - Лейбл: Parlophone - Формат: 2×LP, 2×CS, 2×CD                                        | 2  | 53   | —  | 81 | —  | 12 | 20 | 3  | 29 | 6  | 6  | 2  | 2   | 1  | —  | —      | —  | 13 | —  | —  | 2 | Список - : Платиновый - : Платиновый - : Золотой - : Золотой - : Платиновый - : Золотой - : Платиновый - : Золотой - : Платиновый |
| 2004                                      | Queen on Fire – Live at the Bowl Детали - Релиз: 25 октября - Лейбл: Parlophone - Формат: 3×LP, 2×CD                             | 20 | —    | —  | —  | —  | 74 | 10 | —  | —  | 23 | 52 | 73 | 75  | 15 | 9  | 60/80  | —  | —  | —  | —  | — | Список - : Золотой - : Золотой - : Платиновый - : Платиновый - : Золотой                                                          |
| 2007                                      | Queen Rock Montreal Детали - Релиз: 27 октября - Лейбл: Parlophone - Формат: 3×LP, 2×CD                                          | 20 | —    | —  | —  | —  | 54 | 17 | —  | —  | 25 | 27 | 35 | 111 | —  | 22 | 84/62  | 73 | —  | —  | —  | — | |
| 2012                                      | Hungarian Rhapsody: Queen Live in Budapest '86 Детали - Релиз: 20 сентября - Лейбл: Island, Universal Music Group - Формат: 2×CD | —  | —    | —  | —  | —  | 44 | 23 | —  | —  | —  | —  | —  | 102 | 29 | —  | 196/90 | —  | 10 | —  | —  | — | Список - : Платиновый |
| 2014                                      | Live at the Rainbow '74 Детали - Релиз: 8 сентября - Лейбл: Virgin - Формат: 2×LP, 2×CD, 4×LP                                    | 11 | 66/5 | —  | —  | —  | 7  | 9  | —  | —  | 12 | 19 | 17 | 55  | 15 | 22 | 22/13  | —  | 34 | 40 | 31 | — | |
| 2016                                      | On Air Детали - Релиз: 4 ноября - Лейбл: Virgin, Hollywood Records - Формат: 2×CD, 6×CD                                          | 25 | —    | —  | —  | —  | —  | 28 | —  | —  | 60 | 84 | 32 | 123 | 73 | 27 | 65/52  | —  | —  | —  | —  | — | |
| «—» ставится, если альбом не попал в чарт | |    |      |    |    |    |    |    |    |    |    |    |    |     |    |    |        |    |    |    |    |   | |

## Сборники
| 1976                                      | Queen Best 16 / クイーンのすべて Детали - Лейбл: Elektra - Формат: CS                                                           | — | —        | —  | —  | —  | —  | —  | —  | —  | —  | —  | —  | —  | —        | —  | —  | —  | —  | —  | — | |
| 1980                                      | The Best of Queen Детали - Лейбл: Tonpress - Формат: LP                                                                         | — | —        | —  | —  | —  | —  | —  | —  | —  | —  | —  | —  | —  | —        | —  | —  | —  | —  | —  | — | |
| 1981                                      | Greatest Hits Детали - Релиз: 2 ноября - Лейбл: Parlophone - Формат: LP, CD, SACD, Stereo 8, CS                                 | 1 | 11/5/ 15 | 8  | 4  | 21 | 1  | 1  | 1  | 21 | 1  | 5  | 63 | 5  | 47/ 70   | 12 | —  | 17 | —  | —  | — | Список - : 8×Платиновый - : 3×Платиновый - : 15×Платиновый - : Платиновый - : Золотой - : 3×Платиновый - : Платиновый - : 11×Платиновый - : 4×Платиновый - : 7×Золотой - : Золотой - : 5×Платиновый - : Золотой |
| 1981                                      | Queen Детали - Лейбл: AMIGA - Формат: LP, CS                                                                                    | — | —        | —  | —  | —  | —  | —  | —  | —  | —  | —  | —  | —  | —        | —  | —  | —  | —  | —  | — | |
| 1984                                      | Collection — 15 of the Best Детали - Лейбл: K-Tel, Warner Special Products - Формат: LP, CS                                     | — | —        | —  | —  | —  | —  | —  | —  | —  | —  | —  | —  | —  | —        | —  | —  | —  | —  | —  | — | |
| 1984                                      | Golden Collection Vol. 1 Детали - Лейбл: Elektra - Формат: 2×LP                                                                 | — | —        | —  | —  | —  | —  | —  | —  | —  | —  | —  | —  | —  | —        | —  | —  | —  | —  | —  | — | |
| 1984                                      | Golden Collection Vol. 2 Детали - Лейбл: Elektra - Формат: 2×LP                                                                 | — | —        | —  | —  | —  | —  | —  | —  | —  | —  | —  | —  | —  | —        | —  | —  | —  | —  | —  | — | |
| 1985                                      | Thank God It´s Christmas Детали - Лейбл: EMI - Формат: LP                                                                       | — | —        | —  | —  | —  | —  | —  | —  | —  | —  | —  | —  | —  | —        | —  | —  | —  | —  | —  | — | |
| 1991                                      | Greatest Hits II Детали - Релиз: 28 октября - Лейбл: Parlophone - Формат: 2×LP, CD, 2×CS, MD                                    | 1 | 25       | 4  | —  | 4  | 1  | 2  | 1  | 2  | 1  | 1  | 1  | 2  | 195/ 173 | 1  | 8  | 1  | —  | —  | 3 | Список - : Бриллиантовый - : 2×Платиновый - : Платиновый - : 2×Платиновый - : 8×Платиновый - : 4×Платиновый - : Бриллиантовый - : 9×Золотой - : 5×Платиновый - : Золотой                                        |
| 1991                                      | Golden Queen Детали - Релиз: 1 ноября - Лейбл: Norae Maeul Records - Формат: LP                                                 | — | —        | —  | —  | —  | —  | —  | —  | —  | —  | —  | —  | —  | —        | —  | —  | —  | —  | —  | — | |
| 1992                                      | Classic Queen Детали - Релиз: 3 марта - Лейбл: Hollywood - Формат: CD, CS                                                       | — | 4        | —  | 1  | —  | —  | —  | —  | —  | —  | —  | —  | —  | —        | —  | —  | —  | —  | —  | — | Список - : 5×Платиновый - : 3×Платиновый |
| 1992                                      | The 12" Collection Детали - Лейбл: Parlophone - Формат: 12"                                                                     | — | —        | —  | —  | —  | —  | —  | —  | —  | —  | —  | —  | —  | —        | —  | —  | —  | —  | —  | — | |
| 1993                                      | Bohemian Rhapsody Детали - Лейбл: Kalaiz - Формат: LP                                                                           | — | —        | —  | —  | —  | —  | —  | —  | —  | —  | —  | —  | —  | —        | —  | —  | —  | —  | —  | — | |
| 1994                                      | Queen, Queen II Детали - Лейбл: Parlophone - Формат: 2×CD                                                                       | — | —        | —  | —  | —  | —  | —  | —  | —  | —  | —  | —  | —  | —        | —  | —  | —  | —  | —  | — | |
| 1997                                      | Queen Rocks Детали - Релиз: 3 ноября - Лейбл: Parlophone - Формат: 2×LP, CD, CS                                                 | 7 | —        | —  | —  | —  | 14 | 12 | 32 | 51 | 16 | 16 | —  | —  | —        | —  | —  | —  | —  | —  | 9 | Список - : Платиновый - : Золотой - : Золотой |
| 1997                                      | The Best 1 Детали - Лейбл: Parlophone - Формат: CD                                                                              | — | —        | —  | —  | —  | —  | —  | —  | —  | —  | —  | —  | —  | —        | —  | —  | —  | —  | —  | — | Список - : 2×Золотой |
| 1997                                      | The Best 2 Детали - Лейбл: Parlophone, EMI - Формат: CD                                                                         | — | —        | —  | —  | —  | —  | —  | —  | —  | —  | —  | —  | —  | —        | —  | —  | —  | —  | —  | — | Список - : Золотой |
| 1997                                      | Greatest Karaoke Hits Детали - Лейбл: Parlophone, EMI - Формат: 2×CD, LD, 12",                                                  | — | —        | —  | —  | —  | —  | —  | —  | —  | —  | —  | —  | —  | —        | —  | —  | —  | —  | —  | — | |
| 1998                                      | The Eye Детали - Лейбл: Electronic Arts - Формат: 5×CD                                                                          | — | —        | —  | —  | —  | —  | —  | —  | —  | —  | —  | —  | —  | —        | —  | —  | —  | —  | —  | — | |
| 1999                                      | Greatest Hits III Детали - Релиз: 8 ноября - Лейбл: Parlophone - Формат: 2×LP, CD, CS, MD                                       | 5 | —        | —  | —  | 5  | 8  | 5  | 24 | 19 | 2  | 4  | 89 | 9  | 7        | 7  | 6  | 2  | 35 | —  | 3 | Список - : Платиновый - : Платиновый - : Золотой - : 2×Платиновый - : Золотой - : Золотой - : Золотой - : Платиновый - : Золотой                                                                                |
| 2000                                      | In Vision Детали - Релиз: 28 июля - Лейбл: Parlophone, Toshiba EMI LTD - Формат: CD                                             | — | —        | —  | —  | —  | —  | —  | —  | —  | —  | —  | —  | —  | —        | —  | —  | —  | —  | 6  | — | |
| 2002                                      | A Night at the Opera, A Day at the Races Детали - Лейбл: EMI - Формат: 2×CD                                                     | — | —        | —  | —  | —  | —  | —  | —  | —  | —  | —  | —  | —  | —        | —  | —  | —  | —  | —  | — | |
| 2002                                      | Made in Heaven, Innuendo Детали - Лейбл: Capitol - Формат: 2×CD                                                                 | — | —        | —  | —  | —  | —  | —  | —  | —  | —  | —  | —  | —  | —        | —  | —  | —  | —  | —  | — | |
| 2004                                      | Jewels Детали - Релиз: 28 января - Лейбл: Parlophone - Формат: CD                                                               | — | —        | —  | —  | —  | —  | —  | —  | —  | —  | —  | —  | —  | —        | —  | —  | —  | —  | 1  | — | Список - : Платиновый |
| 2005                                      | Jewels II Детали - Релиз: 26 января - Лейбл: Parlophone - Формат: CD                                                            | — | —        | —  | —  | —  | —  | —  | —  | —  | —  | —  | —  | —  | —        | —  | —  | —  | —  | 10 | — | |
| 2006                                      | Stone Cold Classics Детали - Релиз: 11 апреля - Лейбл: Hollywood - Формат: CD                                                   | — | —        | —  | —  | —  | —  | —  | —  | —  | —  | —  | —  | —  | —        | —  | —  | —  | —  | —  | — | |
| 2007                                      | The A–Z of Queen, Volume 1 Детали - Релиз: 10 июля - Лейбл: Hollywood - Формат: CD (+DVD)                                       | — | —        | —  | —  | —  | —  | —  | —  | —  | —  | —  | —  | —  | —        | —  | —  | —  | —  | —  | — | |
| 2007                                      | Queen Collection Детали - Лейбл: EMI - Формат: CD                                                                               | — | —        | —  | —  | —  | —  | —  | —  | —  | —  | —  | —  | —  | —        | —  | —  | —  | —  | —  | — | Список - : Платиновый |
| 2008                                      | Queen Collection 2 Детали - Лейбл: EMI - Формат: CD                                                                             | — | —        | —  | —  | —  | —  | —  | —  | —  | —  | —  | —  | —  | —        | —  | —  | —  | —  | —  | — | |
| 2008                                      | Queen in Vision 2008 Детали - Релиз: 27 февраля - Лейбл: Parlophone - Формат: CD                                                | — | —        | —  | —  | —  | —  | —  | —  | —  | —  | —  | —  | —  | —        | —  | —  | —  | —  | —  | — | |
| 2009                                      | Absolute Greatest Детали - Релиз: 16 ноябряя - Лейбл: Parlophone - Формат: 3×LP, CD                                             | 3 | —        | 18 | 16 | 6  | 36 | 23 | 6  | 5  | 10 | 15 | 20 | —  | 15/ 22   | 4  | 4  | —  | 15 | —  | 5 | Список - : Золотой - : Платиновый - : 2×Платиновый - : Платиновый - : Золотой - : Платиновый - : Золотой - : Золотой                                                                                            |
| 2009                                      | Rock You Детали - Лейбл: Upfront, The Mail On Sunday - Формат: CD                                                               | — | —        | —  | —  | —  | —  | —  | —  | —  | —  | —  | —  | —  | —        | —  | —  | —  | —  | —  | — | |
| 2011                                      | Deep Cuts, Volume 1 (1973–1976) Детали - Релиз: 14 марта - Лейбл: Island - Формат: CD                                           | — | —        | —  | —  | —  | —  | —  | —  | —  | —  | —  | 90 | —  | —        | —  | —  | —  | —  | —  | — | |
| 2011                                      | Deep Cuts, Volume 2 (1977–1982) Детали - Релиз: 27 июня - Лейбл: Island - Формат: CD                                            | — | —        | —  | —  | —  | —  | —  | —  | —  | —  | —  | —  | —  | —        | —  | —  | —  | —  | —  | — | |
| 2011                                      | Deep Cuts, Volume 3 (1984–1995) Детали - Релиз: 5 сентября - Лейбл: Island - Формат: CD                                         | — | —        | —  | —  | —  | —  | —  | —  | —  | —  | —  | —  | —  | —        | —  | —  | —  | —  | —  | — | |
| 2013                                      | Icon Детали - Релиз: 11 июня - Лейбл: Hollywood - Формат: CD                                                                    | — | 22       | —  | 8  | —  | —  | —  | —  | —  | —  | —  | —  | —  | —        | —  | —  | —  | —  | —  | — | |
| 2014                                      | Queen Forever Детали - Релиз: 10 ноября - Лейбл: Virgin - Формат: 2×CD                                                          | 5 | 4        | 35 | 11 | 11 | 3  | 7  | 18 | 28 | 8  | 4  | 8  | 12 | 6/ 8     | —  | 12 | 5  | 39 | —  | — | Список - : Золотой - : Золотой - : Золотой |
| 2018                                      | Bohemian Rhapsody: The Original Soundtrack Детали - Релиз: 19 октября - Лейбл: Hollywood, Virgin - Формат: Цифровая дистрибуция | 5 | —        | 5  | —  | —  | —  | 24 | 6  | —  | —  | —  | —  | —  | 20/ 16   | —  | —  | 11 | —  | —  | — | |
| «—» ставится, если альбом не попал в чарт | |   |          |    |    |    |    |    |    |    |    |    |    |    |          |    |    |    |    |    |   | |

## Бокс-сеты
| 1982                                      | Hit Box Детали - Лейбл: Commander - Формат: 4×LP                                                                        | — | —  | —  | — | —  | — | —  | — | —  | —  | — | —  | —     | —  | — | —  | —  | |
| 1985                                      | The Complete Works Детали - Релиз: 2 декабря - Лейбл: EMI - Формат: 14×LP                                               | — | —  | —  | — | —  | — | —  | — | —  | —  | — | —  | —     | —  | — | —  | —  | |
| 1988                                      | The 3"CD-Singles Детали - Лейбл: Parlophone - Формат: 12×CD                                                             | — | —  | —  | — | —  | — | —  | — | —  | —  | — | —  | —     | —  | — | —  | —  | |
| 1991                                      | CD Single Box Детали - Лейбл: EMI - Формат: 12×CD                                                                       | — | —  | —  | — | —  | — | —  | — | —  | —  | — | —  | —     | —  | — | —  | —  | |
| 1992                                      | Box of Tricks Детали - Лейбл: Parlophone - Формат: CD (+VHS)                                                            | — | —  | —  | — | —  | — | —  | — | —  | —  | — | —  | —     | —  | — | —  | —  | |
| 1992                                      | The Queen Collection Детали - Релиз: 10 ноября - Лейбл: Hollywood - Формат: 3×CD                                        | — | —  | —  | — | —  | — | —  | — | —  | —  | — | —  | —     | —  | — | —  | —  | |
| 1994                                      | Greatest Hits I & II Детали - Релиз: 7 ноября - Лейбл: Parlophone - Формат: 2×CD, 2×CS                                  | — | 1  | 50 | — | 14 | — | 2  | — | 30 | —  | — | —  | 36/47 | 6  | — | —  | —  | Список - : Золотой - : Золотой - : Золотой - : Золотой - : Золотой - : Золотой |
| 1995                                      | The Ultimate Collection Детали - Релиз: 13 ноября - Лейбл: EMI - Формат: 20×CD                                          | — | —  | —  | — | —  | — | —  | — | —  | —  | — | —  | —     | —  | — | —  | —  | |
| 1998                                      | The Crown Jewels: 25th Anniversary Boxed Set Детали - Релиз: 24 ноября - Лейбл: Hollywood - Формат: 8×CD                | — | —  | —  | — | —  | — | —  | — | —  | —  | — | —  | —     | —  | — | —  | —  | |
| 1998                                      | Miniatures Volume 1 Детали - Лейбл: EMI - Формат: 4×CD                                                                  | — | —  | —  | — | —  | — | —  | — | —  | —  | — | —  | —     | —  | — | —  | —  | |
| 1998                                      | Miniatures Volume 2 Детали - Лейбл: EMI - Формат: 4×CD                                                                  | — | —  | —  | — | —  | — | —  | — | —  | —  | — | —  | —     | —  | — | —  | —  | |
| 2000                                      | Greatest Hits I, II & III (The Platinum Collection) Детали - Релиз: 13 ноября - Лейбл: Parlophone - Формат: 3×CD (+VHS) | 2 | 48 | 21 | 2 | 5  | 8 | 10 | 4 | 23 | 41 | 6 | 13 | 10/3  | 29 | 3 | 14 | 10 | Список - : 2×Платиновый - : Платиновый - : Платиновый - : Платиновый - : Золотой - : Золотой - : 2×Золотой - : 6×Платиновый - : Золотой - : Золотой - : 2×Платиновый - : Золотой - : Золотой |
| 2002                                      | Gold Детали - Лейбл: EMI - Формат: 2×CD                                                                                 | — | —  | —  | — | —  | — | —  | — | —  | —  | — | —  | —     | —  | — | —  | —  | |
| 2005                                      | Jewels I & II — Japan Tour 2005 Special Edition Детали - Релиз: 30 сентября - Лейбл: Parlophone - Формат: CD            | — | —  | —  | — | —  | — | —  | — | —  | —  | — | —  | —     | —  | — | —  | —  | |
| 2007                                      | Private Reserve Детали - Лейбл: Universal - Формат: 2×CD, 2×HDCD, XRCD                                                  | — | —  | —  | — | —  | — | —  | — | —  | —  | — | —  | —     | —  | — | —  | —  | |
| 2008                                      | The Singles Collection Volume 1 Детали - Релиз: 1 декабря - Лейбл: Parlophone - Формат: 13×CD                           | — | —  | —  | — | —  | — | —  | — | —  | —  | 2 | —  | —     | —  | — | —  | —  | |
| 2009                                      | The Singles Collection Volume 2 Детали - Релиз: 15 июня - Лейбл: Parlophone - Формат: 13×CD                             | — | —  | —  | — | —  | — | —  | — | —  | —  | — | —  | —     | —  | — | —  | —  | |
| 2009                                      | Absolute Greatest Детали - Лейбл: Virgin - Формат: CD, 3×LP                                                             | — | —  | —  | — | —  | — | —  | — | —  | —  | — | —  | —     | —  | — | —  | —  | |
| 2010                                      | The Singles Collection Volume 3 Детали - Релиз: 31 мая - Лейбл: Parlophone - Формат: 13×CD                              | — | —  | —  | — | —  | — | —  | — | —  | —  | — | —  | —     | —  | — | —  | —  | |
| 2010                                      | The Singles Collection Volume 4 Детали - Релиз: 18 октября - Лейбл: Parlophone - Формат: 13×CD                          | — | —  | —  | — | —  | — | —  | — | —  | —  | — | —  | —     | —  | — | —  | —  | |
| 2011                                      | 40 Limited Edition Collector’s Box Set Volume 1 Детали - Лейбл: Hollywood - Формат: 10×CD                               | — | —  | —  | — | —  | — | —  | — | —  | —  | — | —  | —     | —  | — | —  | —  | |
| 2011                                      | 40 Limited Edition Collector’s Box Set Volume 2 Детали - Лейбл: Hollywood - Формат: 10×CD                               | — | —  | —  | — | —  | — | —  | — | —  | —  | — | —  | —     | —  | — | —  | —  | |
| 2011                                      | 40 Limited Edition Collector’s Box Set Volume 3 Детали - Лейбл: Hollywood - Формат: 10×CD                               | — | —  | —  | — | —  | — | —  | — | —  | —  | — | —  | —     | —  | — | —  | —  | |
| 2014                                      | Live at the Rainbow '74 Детали - Лейбл: Virgin - Формат: 2×CD, 4×LP                                                     | — | —  | —  | — | —  | — | —  | — | —  | —  | — | —  | —     | —  | — | —  | —  | |
| «—» ставится, если альбом не попал в чарт | |   |    |    |   |    |   |    |   |    |    |   |    |       |    |   |    |    | |

## Мини-альбомы
| 1977                                      | Queen's First EP Детали - Релиз: 20 мая - Лейбл: EMI - Формат: LP, CD | 17 | — | — | — | — |
| «—» ставится, если альбом не попал в чарт |                                                                       |    |   |   |   |   |

## Синглы

### 1970-е
| 1973                                      | «Keep Yourself Alive»                   | —  | —          | —  | —  | —  | —  | — | —  | —  | —  | —   | —  | —  | —  | —  | —  | —  | — |                                                             | Queen                |
| 1974                                      | «Liar»                                  | —  | —          | —  | —  | —  | —  | — | —  | —  | —  | —   | —  | —  | —  | —  | —  | —  | — |                                                             | Queen                |
| 1974                                      | «Seven Seas of Rhye»                    | 10 | —          | —  | —  | —  | —  | — | —  | —  | —  | —   | —  | —  | —  | —  | —  | —  | — |                                                             | Queen II             |
| 1974                                      | «Killer Queen»/«Flick of the Wrist»     | 2  | 12         | 12 | 10 | 3  | 7  | 4 | 15 | 2  | —  | —   | —  | —  | —  | —  | —  | —  | — | Список - : Серебряный                                       | Sheer Heart Attack   |
| 1975                                      | «Now I'm Here»                          | 11 | —          | 25 | —  | 29 | —  | — | —  | 14 | —  | —   | —  | —  | —  | —  | —  | —  | — |                                                             | Sheer Heart Attack   |
| 1975                                      | «Keep Yourself Alive» (переиздание)     | —  | —          | —  | —  | —  | —  | — | —  | —  | —  | —   | —  | —  | —  | —  | —  | —  | — |                                                             | Queen                |
| 1975                                      | «Bohemian Rhapsody»                     | 1  | 9/16/ 8/28 | 7  | —  | 1  | 1  | 4 | 1  | —  | 4  | —   | 5  | 1  | 18 | —  | —  | 22 | 2 | Список - : 3×Платиновый - : Платиновый - : 4×Платиновый     | A Night at the Opera |
| 1976                                      | «You’re My Best Friend»                 | 7  | 16         | —  | —  | 6  | 23 | — | 2  | 3  | —  | —   | 40 | —  | —  | —  | —  | —  | — |                                                             | A Night at the Opera |
| 1976                                      | «Somebody to Love»                      | 2  | 13         | 21 | —  | 1  | 2  | — | 5  | 6  | —  | —   | 15 | —  | —  | 19 | —  | 29 | 7 | Список - : Золотой                                          | A Day at the Races   |
| 1977                                      | «Tie Your Mother Down»                  | 31 | 49         | —  | —  | 10 | 18 | — | —  | —  | —  | —   | 47 | —  | —  | —  | —  | —  | — |                                                             | A Day at the Races   |
| 1977                                      | «Good Old-Fashioned Lover Boy»          | 17 | —          | —  | —  | —  | —  | — | —  | —  | —  | —   | —  | —  | —  | —  | —  | —  | — |                                                             | A Day at the Races   |
| 1977                                      | «Teo Torriatte (Let Us Cling Together)» | —  | —          | —  | —  | —  | —  | — | —  | —  | —  | —   | —  | —  | —  | —  | —  | —  | — |                                                             | A Day at the Races   |
| 1977                                      | «Long Away»                             | —  | —          | —  | —  | —  | —  | — | —  | —  | —  | —   | —  | —  | —  | —  | —  | —  | — |                                                             | A Day at the Races   |
| 1977                                      | «We Are the Champions»                  | 2  | 4/61       | 13 | 12 | 2  | 10 | 6 | 3  | 3  | —  | —   | 8  | 8  | 14 | —  | 28 | —  | — | Список - : Золотой - : Золотой - : Золотой - : 2×Платиновый | News of the World    |
| 1977                                      | «We Will Rock You»                      | —  | 36/30      | 69 | —  | —  | 45 | — | 56 | —  | 49 | 1   | —  | —  | —  | —  | 18 | —  | — | Список - : Золотой - : Серебряный - : Золотой               | News of the World    |
| 1978                                      | «Spread Your Wings»                     | 34 | —          | 29 | —  | 26 | —  | — | —  | —  | —  | —   | —  | —  | —  | —  | —  | —  | — |                                                             | News of the World    |
| 1978                                      | «It's Late»                             | —  | 74         | —  | —  | —  | —  | — | —  | —  | —  | —   | —  | —  | —  | —  | —  | —  | — |                                                             | News of the World    |
| 1978                                      | «Bicycle Race»/«Fat Bottomed Girls»     | 11 | 24/27      | 27 | 21 | 5  | 15 | 7 | 17 | 10 | —  | —   | 28 | 20 | —  | —  | —  | —  | — | Список - : Серебряный                                       | Jazz                 |
| 1979                                      | «Don't Stop Me Now»                     | 9  | 86         | 35 | —  | 16 | 23 | — | —  | 10 | —  | 129 | —  | —  | 37 | —  | —  | —  | — | Список - : Золотой - : Золотой - : Золотой                  | Jazz                 |
| 1979                                      | «Jealousy»                              | —  | —          | —  | —  | —  | —  | — | —  | —  | —  | —   | —  | —  | —  | —  | —  | —  | — |                                                             | Jazz                 |
| 1979                                      | «Mustapha»                              | —  | —          | —  | —  | —  | —  | — | —  | —  | —  | —   | —  | —  | —  | —  | —  | —  | — |                                                             | Jazz                 |
| 1979                                      | «Love of My Life» (live)                | 63 | —          | —  | —  | —  | —  | — | —  | —  | —  | —   | —  | —  | —  | —  | —  | —  | — |                                                             | Live Killers         |
| 1979                                      | «We Will Rock You» (live)               | —  | —          | —  | —  | —  | —  | — | —  | —  | —  | —   | —  | —  | —  | —  | —  | —  | — |                                                             | Live Killers         |
| 1979                                      | «Crazy Little Thing Called Love»        | 2  | 1          | 13 | 9  | 1  | 3  | 8 | 1  | 2  | 5  | —   | 1  | 2  | —  | —  | —  | —  | 3 | Список - : Золотой - : Золотой                              | The Game             |
| «—» ставится, если сингл не попал в чарт. |                                         |    |            |    |    |    |    |   |    |    |    |     |    |    |    |    |    |    |   |                                                             |                      |

### 1980-е
| 1980                                      | «Save Me»                                     | 11 | —     | 42 | —  | 6  | 13 | 7 | 32 | 8  | —  | —  | 76 | —  | —  | —  | —  | —  | —  |                                   | The Game        |
| 1980                                      | «Play the Game»                               | 14 | 42    | 40 | —  | 10 | 25 | 6 | 19 | 9  | 8  | —  | 85 | —  | —  | 12 | —  | —  | —  |                                   | The Game        |
| 1980                                      | «Another One Bites the Dust»                  | 7  | 1     | 6  | 6  | 11 | 9  | — | 1  | 4  | 8  | 24 | 5  | 2  | 12 | 25 | 1  | 3  | —  | Список - : Платиновый             | The Game        |
| 1980                                      | «Need Your Loving Tonight»                    | —  | 44    | —  | —  | —  | —  | — | —  | —  | —  | —  | —  | —  | —  | —  | —  | —  | —  |                                   | The Game        |
| 1980                                      | «Flash»                                       | 10 | 42    | 3  | 1  | 13 | 19 | — | —  | 10 | —  | 5  | 1  | 32 | 17 | 2  | —  | —  | —  | Список - : Серебряный             | Flash Gordon    |
| 1981                                      | «Under Pressure»                              | 1  | 29    | 21 | 10 | 1  | 5  | 5 | 3  | 2  | 10 | 5  | 6  | 6  | 10 | 29 | —  | 4  | —  | Список - : Серебряный - : Золотой | Hot Space       |
| 1982                                      | «Body Language»                               | 25 | 11    | 27 | 11 | 4  | 17 | 6 | 3  | 13 | —  | —  | 23 | 19 | 10 | 16 | —  | —  | 9  |                                   | Hot Space       |
| 1982                                      | «Las Palabras de Amor (The Words of Love)»    | 17 | —     | 68 | —  | 18 | 26 | — | —  | 10 | 13 | —  | —  | —  | —  | —  | —  | —  | 11 |                                   | Hot Space       |
| 1982                                      | «Calling All Girls»                           | —  | 60    | —  | —  | —  | —  | — | 33 | —  | —  | —  | —  | —  | —  | —  | —  | —  | 9  |                                   | Hot Space       |
| 1982                                      | «Staying Power»                               | —  | —     | —  | —  | —  | —  | — | —  | —  | —  | —  | —  | —  | —  | —  | —  | —  | 3  |                                   | Hot Space       |
| 1982                                      | «Back Chat»                                   | 40 | —     | 69 | —  | —  | —  | — | —  | 19 | —  | 3  | —  | —  | —  | —  | —  | 18 | —  |                                   | Hot Space       |
| 1984                                      | «Radio Ga Ga»                                 | 2  | 14    | 2  | 2  | 2  | 1  | 2 | 11 | 1  | 3  | 28 | 2  | 4  | 1  | 2  | 6  | 4  | 12 | Список - : Серебряный             | The Works       |
| 1984                                      | «I Want to Break Free»                        | 3  | 45    | 4  | 1  | 1  | 1  | — | 26 | 2  | 2  | 9  | 9  | 6  | —  | —  | —  | 1  | 7  | Список - : Золотой - : Серебряный | The Works       |
| 1984                                      | «It's a Hard Life»                            | 6  | 72    | 26 | —  | 20 | 31 | — | —  | 2  | —  | —  | 65 | 30 | —  | —  | —  | —  | 6  |                                   | The Works       |
| 1984                                      | «Hammer to Fall»                              | 13 | 35    | —  | —  | —  | —  | — | —  | 10 | —  | —  | 55 | —  | —  | —  | —  | —  | 4  |                                   | The Works       |
| 1984                                      | «Thank God It's Christmas»/«Man on the Prowl» | 21 | —     | 57 | 21 | 31 | 11 | — | —  | 8  | —  | —  | 21 | —  | —  | —  | —  | —  | —  |                                   | The Works       |
| 1985                                      | «One Vision»                                  | 7  | 61/19 | 26 | —  | 21 | 28 | — | 76 | 5  | 24 | 76 | 35 | —  | —  | 37 | —  | —  | 4  |                                   | A Kind of Magic |
| 1986                                      | «A Kind of Magic»                             | 3  | 42    | 6  | 12 | 5  | 4  | — | 64 | 4  | 4  | 5  | 6  | 23 | —  | —  | 91 | 10 | 7  | Список - : Платиновый             | A Kind of Magic |
| 1986                                      | «Princes of the Universe»                     | —  | —     | —  | —  | 45 | —  | — | —  | —  | —  | —  | 32 | —  | —  | —  | —  | —  | —  |                                   | A Kind of Magic |
| 1986                                      | «Friends Will Be Friends»                     | 14 | —     | 20 | —  | 16 | 18 | — | —  | 4  | 19 | —  | —  | 50 | —  | 49 | —  | —  | —  |                                   | A Kind of Magic |
| 1986                                      | «Pain Is So Close to Pleasure»                | —  | —     | 57 | —  | 43 | 27 | — | —  | —  | —  | —  | —  | —  | —  | —  | —  | —  | —  |                                   | A Kind of Magic |
| 1986                                      | «Who Wants to Live Forever»                   | 24 | —     | 52 | —  | 6  | 44 | — | —  | 15 | —  | 5  | —  | —  | —  | 49 | —  | —  | —  |                                   | A Kind of Magic |
| 1986                                      | «One Year of Love»                            | —  | —     | —  | —  | —  | —  | — | —  | —  | —  | —  | —  | —  | —  | —  | —  | —  | —  |                                   | A Kind of Magic |
| 1989                                      | «I Want It All»                               | 3  | 50/3  | 9  | 11 | 2  | 10 | 4 | 36 | 3  | 8  | —  | 10 | 3  | 14 | 4  | —  | —  | 11 | Список - : Серебряный             | The Miracle     |
| 1989                                      | «Breakthru»                                   | 7  | —     | 24 | —  | 6  | 10 | — | 80 | 6  | 28 | —  | 45 | 45 | —  | 24 | —  | —  | 6  |                                   | The Miracle     |
| 1989                                      | «The Invisible Man»                           | 12 | —     | 31 | —  | 6  | 13 | — | —  | 10 | 30 | 1  | —  | 15 | —  | 21 | —  | —  | 3  |                                   | The Miracle     |
| 1989                                      | «Scandal»                                     | 25 | —     | —  | —  | 12 | 29 | — | —  | 14 | —  | —  | —  | —  | —  | —  | —  | —  | —  |                                   | The Miracle     |
| 1989                                      | «The Miracle»                                 | 21 | —     | 78 | —  | 16 | 28 | — | —  | 23 | —  | —  | —  | —  | —  | —  | —  | —  | 9  |                                   | The Miracle     |
| «—» ставится, если сингл не попал в чарт. |                                               |    |       |    |    |    |    |   |    |    |    |    |    |    |    |    |    |    |    |                                   |                 |

### 1990-е
| 1991                                      | «Innuendo»                                              | 1  | 17 | 5  | 12 | 4  | 8     | —  | —  | 4  | 3  | —  | 28 | 10 | —  | 4  | 14 | Список - : Серебряный                      | Innuendo                      |
| 1991                                      | «I'm Going Slightly Mad»                                | 22 | —  | 42 | —  | 20 | 39    | —  | —  | 19 | —  | —  | —  | —  | —  | —  | 10 |                                            | Innuendo                      |
| 1991                                      | «Headlong»                                              | 14 | 3  | —  | —  | 43 | —     | —  | 25 | 25 | —  | —  | —  | —  | —  | —  | —  |                                            | Innuendo                      |
| 1991                                      | «The Show Must Go On»                                   | 16 | 40 | 7  | —  | 6  | 22    | —  | —  | 17 | 11 | 2  | 75 | 20 | 30 | 10 | 17 | Список - : Золотой - : Золотой - : Золотой | Innuendo                      |
| 1991                                      | «Bohemian Rhapsody» / «These Are the Days of Our Lives» | 1  | 2  | 7  | 8  | 1  | 1     | 4  | —  | 1  | —  | 15 | 5  | 1  | 18 | —  | —  | Список - : Платиновый                      | A Night at the Opera/Innuendo |
| 1991                                      | «These Are the Days of Our Lives»                       | —  | —  | —  | —  | —  | 40    | —  | —  | —  | —  | —  | —  | —  | —  | —  | 56 |                                            | Innuendo                      |
| 1992                                      | «Who Wants to Live Forever»/«Friends Will Be Friends»   | —  | —  | —  | —  | —  | —     | —  | —  | —  | 36 | —  | —  | —  | —  | —  | —  |                                            | Greatest Hits II              |
| 1992                                      | «We Will Rock You» (live)/«We Are the Champions» (live) | —  | —  | —  | —  | 9  | —     | —  | —  | —  | —  | —  | —  | —  | —  | —  | —  |                                            | Live at Wembley '86           |
| 1992                                      | «We Will Rock You»/«We Are the Champions» (переиздание) | —  | —  | —  | —  | —  | —     | —  | —  | —  | —  | 10 | —  | —  | —  | —  | —  |                                            | News of the World             |
| 1995                                      | «Heaven for Everyone»                                   | 2  | —  | 15 | 4  | 2  | 8/4   | 18 | —  | 7  | 9  | 8  | 15 | 25 | 29 | 4  | 15 | Список - : Серебряный - : Серебряный       | Made in Heaven                |
| 1995                                      | «A Winter's Tale»                                       | 6  | —  | 62 | 23 | 16 | 33/34 | —  | —  | 23 | 28 | —  | 71 | —  | —  | 19 | 10 |                                            | Made in Heaven                |
| 1996                                      | «I Was Born to Love You»                                | —  | —  | —  | —  | —  | —     | —  | 78 | —  | —  | —  | —  | —  | —  | —  | —  |                                            | Made in Heaven                |
| 1996                                      | «Too Much Love Will Kill You»                           | 15 | —  | —  | —  | —  | 10    | —  | 43 | 28 | —  | —  | —  | —  | —  | —  | 8  | Список - : Серебряный                      | Made in Heaven                |
| 1996                                      | «Let Me Live»                                           | 9  | —  | 67 | —  | 28 | —     | —  | —  | —  | —  | —  | —  | —  | —  | —  | 13 |                                            | Made in Heaven                |
| 1996                                      | «You Don't Fool Me»                                     | 17 | —  | 26 | 23 | 22 | 13/14 | —  | —  | 23 | 27 | 14 | —  | —  | 52 | 25 | 15 |                                            | Made in Heaven                |
| 1997                                      | «No-One but You (Only the Good Die Young)»              | 13 | —  | 75 | —  | 33 | —     | —  | —  | —  | —  | —  | —  | —  | —  | 23 | 8  |                                            | Queen Rocks                   |
| 1998                                      | «We Are the Champions» (переиздание)                    | —  | —  | —  | —  | —  | —     | —  | —  | —  | —  | —  | —  | —  | —  | —  | —  |                                            | News of the World             |
| 1999                                      | «Under Pressure» (переиздание)                          | 14 | —  | —  | —  | —  | —     | —  | —  | —  | —  | —  | —  | —  | —  | 7  | —  |                                            | Greatest Hits III             |
| «—» ставится, если сингл не попал в чарт. |                                                         |    |    |    |    |    |       |    |    |    |    |    |    |    |    |    |    |                                            |                               |

### 2000—2010-е
| 2000                                      | «Princes of the Universe» (переиздание)                                                | — | — | — | — | — | —   | —  | — | Greatest Hits III       |
| 2003                                      | «We Will Rock You» (переиздание)                                                       | — | — | — | — | — | —   | —  | — | The Platinum Collection |
| 2003                                      | «Another One Bites the Dust»/«We Will Rock You» (переиздание)                          | — | — | — | — | — | —   | —  | — | The Platinum Collection |
| 2005                                      | «It’s A Beautiful Day»                                                                 | — | — | — | — | — | —   | —  | — | Made in Heaven          |
| 2011                                      | «Keep Yourself Alive (Long-Lost Retake)»/«Stone Cold Crazy (Remastered)» (переиздание) | — | — | — | — | — | —   | —  | — | Неальбомный сингл       |
| 2011                                      | «Stormtroopers In Stilettos»                                                           | — | — | — | — | — | —   | —  | — | Sheer Heart Attack      |
| 2014                                      | «Let Me In Your Heart Again (William Orbit Mix)»                                       | — | — | — | — | — | 133 | 24 | 4 | Queen Forever           |
| «—» ставится, если сингл не попал в чарт. |                                                                                        |   |   |   |   |   |     |    |   |                         |

### 2020-е
| Год  | Сингл           | Альбом             |
| ---- | --------------- | ------------------ |
| 2022 | «Face It Alone» | Внеальбомный сингл |

### Промосинглы
| 1991                                      | «I Can't Live with You»   | 28 | — | — | — | Innuendo             |
| 1991                                      | «Delilah»                 | —  | — | — | — | Innuendo             |
| 1991                                      | «Ride the Wild Wind»      | —  | 1 | — | — | Innuendo             |
| 1991                                      | «Stone Cold Crazy»        | —  | — | — | — | Sheer Heart Attack   |
| 1996                                      | «Mother Love»             | —  | 3 | — | — | Made in Heaven       |
| 2004                                      | «I'm in Love with My Car» | —  | — | — | — | A Night at the Opera |
| «—» ставится, если сингл не попал в чарт. |                           |    |   |   |   |                      |

## Совместные издания
| 1974                                      | What’s Goin' On Here / Keep Yourself Alive Описание - Лейбл: Purple - Формат: 7", LP - Примечание: Совместный релиз Queen и Deep Purple.                               | —  | —  | —  | —  | —  | —  | —  | —  | —  | —  | —  | —  | —  | —     | — | —  | —  | —  |                                                                    |
| 1976                                      | Somebody to Love / Make Me Smile Описание - Лейбл: EMI - Формат: LP - Примечание: Совместный релиз Queen и Сьюзи Кватро.                                               | —  | —  | —  | —  | —  | —  | —  | —  | —  | —  | —  | —  | —  | —     | — | —  | —  | —  |                                                                    |
| 1977                                      | Somebody to Love / Che Dolce Lei Описание - Лейбл: EMI - Формат: LP - Примечание: Совместный релиз Queen и La Bottega dell’Arte.                                       | —  | —  | —  | —  | —  | —  | —  | —  | —  | —  | —  | —  | —  | —     | — | —  | —  | —  |                                                                    |
| 1978                                      | Riu Riu / Fat Bottomed Girls Описание - Лейбл: Arista - Формат: LP - Примечание: Совместный релиз Queen и Chorale.                                                     | —  | —  | —  | —  | —  | —  | —  | —  | —  | —  | —  | —  | —  | —     | — | —  | —  | —  |                                                                    |
| 1978                                      | Bicycle Race / Ironia Описание - Лейбл: EMI - Формат: LP - Примечание: Совместный релиз Queen и Cico.                                                                  | —  | —  | —  | —  | —  | —  | —  | —  | —  | —  | —  | —  | —  | —     | — | —  | —  | —  |                                                                    |
| 1980                                      | Ревность / Не Останавливай Меня Теперь / Зачаруй / Матиолы Описание - Лейбл: Мелодия - Формат: LP - Примечание: Совместный релиз Queen и Смерички.                     | —  | —  | —  | —  | —  | —  | —  | —  | —  | —  | —  | —  | —  | —     | — | —  | —  | —  |                                                                    |
| 1993                                      | Five Live Описание - Лейбл: Parlophone - Формат: CD, LP, CS - Примечание: Совместный релиз Queen, Джорджа Майкла и Лизы Стэнсфилд.                                     | 1  | 46 | 8  | 2  | 6  | 12 | 2  | 45 | 19 | 1  | 32 | 17 | 9  | —     | — | 8  | 1  | 3  | Список - : Золотой - : Золотой - : Золотой - : Золотой - : Золотой |
| 1993                                      | «Somebody to Love» Описание - Лейбл: Parlophone - Формат: CD - Примечание: Совместный релиз Queen и Джорджа Майкла.                                                    | —  | —  | 21 | 15 | —  | 16 | 6  | —  | —  | —  | 13 | 19 | 8  | 8     | — | —  | —  | —  |                                                                    |
| 1996                                      | Mistři Světa '96 Описание - Лейбл: Monitor-EMI - Формат: CD - Примечание: Совместный релиз Queen, Kabát и Fool's Garden.                                               | —  | —  | —  | —  | —  | —  | —  | —  | —  | —  | —  | —  | —  | —     | — | —  | —  | —  |                                                                    |
| 1998                                      | «Another One Bites the Dust» Описание - Лейбл: Dreamworks Records - Формат: CD, CS - Примечание: Совместный релиз Queen и Вайклефа Жана.                               | 5  | —  | 46 | 23 | 35 | 62 | 21 | 50 | 20 | 11 | 22 | —  | 9  | 13/29 | 7 | 17 | 10 | —  |                                                                    |
| 2000                                      | «We Will Rock You» Описание - Лейбл: RCA - Формат: CD, CS - Примечание: Совместный релиз Queen и 5ive.                                                                 | 1  | —  | 8  | 2  | 18 | —  | 15 | 35 | —  | 6  | —  | 3  | 29 | 17/4  | — | —  | —  | —  | Список - : Серебряный                                              |
| 2000                                      | «Flash» Описание - Лейбл: Virgin - Формат: CD - Примечание: Ремикс песни Queen группой Vanguard.                                                                       | 15 | —  | 17 | 44 | —  | —  | —  | —  | —  | —  | —  | —  | —  | 2     | — | —  | —  | —  |                                                                    |
| 2004                                      | Everybody’s Got to Learn Sometime / Indaco Dagli Occhi Del Cielo Описание - Лейбл: Universal - Формат: CD - Примечание: Совместный релиз Queen, Шэрон Корр и Дзуккеро. | —  | —  | —  | —  | —  | —  | —  | —  | —  | —  | —  | —  | —  | —     | — | —  | —  | —  |                                                                    |
| 2004                                      | Sólo Por Ti Описание - Лейбл: EMI - Формат: CD - Примечание: Совместный релиз Queen и Eva María Cortés.                                                                | —  | —  | —  | —  | —  | —  | —  | —  | —  | —  | —  | —  | —  | —     | — | —  | —  | —  |                                                                    |
| 2006                                      | «Another One Bites the Dust» Описание - Лейбл: Hollywood - Формат: LP, CD, ЦЗ - Примечание: Совместный релиз Queen и The Miami Project.                                | 31 | —  | 88 | —  | —  | —  | 49 | —  | —  | —  | —  | —  | —  | —     | 3 | —  | 9  | 13 | Список - : Золотой                                                 |
| 2012                                      | «We Will Rock You VonLichten» Описание - Лейбл: Hollywood - Формат: ЦЗ - Примечание: Совместный релиз Queen и VonLichten.                                              | —  | —  | —  | —  | —  | —  | —  | —  | —  | —  | —  | —  | —  | —     | — | —  | —  | —  |                                                                    |
| «—» ставится, если альбом не попал в чарт | |    |    |    |    |    |    |    |    |    |    |    |    |    |       |   |    |    |    |                                                                    |

## Прочие релизы
| Год  | Название                                     | Детали                                                                                      |
| ---- | -------------------------------------------- | ------------------------------------------------------------------------------------------- |
| 1975 | Message From Queen                           | Представляет собой диск с треками, а также выпуск журнала «Music Life», посвящённый группе. |
| 1995 | Limited Edition Interview Disc               | Представляет собой интервью группы 1984 года в Мюнхене.                                     |
| 1999 | The 97.7 HTZ-FM Interview With Kristy Knight | Представляет собой интервью Брайана Мэя.                                                    |
| 2011 | 40 Years of Queen                            | Представляет интервью Брайана Мэя и Роджера Тейлора.                                        |

## Видеоальбомы
| 1981                                      | Greatest Flix Детали - Релиз: 19 октября - Лейбл: Picture Music International - Формат: VHS, LD                                             | —  | —  | —  | — | —   | —  | — | —  | —  | — | — | — | |
| 1982                                      | Live in Japan Детали - Лейбл: Apollon Inc. - Формат: VHS                                                                                    | —  | —  | —  | — | —   | —  | — | —  | —  | — | — | — | |
| 1984                                      | We Will Rock You Детали - Релиз: 10 сентября - Лейбл: Peppermint Music Video - Формат: VHS, DVD, LD                                         | —  | —  | —  | — | —   | —  | — | —  | —  | — | — | — | Список - : 2×Платиновый |
| 1984                                      | The Works Video EP Детали - Релиз: 19 ноября - Лейбл: Picture Music International - Формат: VHS, LD                                         | —  | —  | —  | — | —   | —  | — | —  | —  | — | — | — | |
| 1985                                      | Live in Rio Детали - Релиз: 13 мая - Лейбл: Picture Music International - Формат: VHS, LD                                                   | —  | —  | —  | — | —   | —  | — | —  | —  | — | — | — | Список - : Золотой |
| 1986                                      | Who Wants to Live Forever / A Kind of Magic Детали - Релиз: 20 октября - Лейбл: Picture Music International - Формат: VHS                   | —  | —  | —  | — | —   | —  | — | —  | —  | — | — | — | |
| 1987                                      | Live In Budapest Детали - Релиз: 16 февраля - Лейбл: Picture Music International - Формат: VHS, LD                                          | —  | —  | —  | — | —   | —  | — | —  | —  | — | — | — | |
| 1987                                      | Bohemian Rhapsody / Crazy Little Thing Called Love Детали - Релиз: 30 марта - Лейбл: Picture Music International - Формат: VHS              | —  | —  | —  | — | —   | —  | — | —  | —  | — | — | — | |
| 1987                                      | Magic Years — The Complete Set Детали - Лейбл: Picture Music International - Формат: 3×VHS                                                  | —  | —  | —  | — | —   | —  | — | —  | —  | — | — | — | |
| 1989                                      | The Miracle EP Детали - Релиз: 30 марта - Лейбл: Picture Music International - Формат: VHS                                                  | —  | —  | —  | — | —   | —  | — | —  | —  | — | — | — | |
| 1989                                      | Rare Live: A Concert Through Time and Space Детали - Релиз: 21 августа - Лейбл: Picture Music International - Формат: VHS, LD               | —  | —  | —  | — | —   | —  | — | —  | —  | — | — | — | |
| 1990                                      | Queen at Wembley Детали - Релиз: 3 декабря - Лейбл: Picture Music International - Формат: VHS, LD, DVD                                      | 1  | 55 | 7  | — | —   | —  | — | 1  | —  | 8 | — | — | Список - : 7×Платиновый - : Бриллиантовый - : Платиновый - : Платиновый - : 4×Платиновый - : 5×Платиновый - : 4×Платиновый - : Золотой |
| 1991                                      | Greatest Flix II Детали - Релиз: 28 октября - Лейбл: Picture Music International - Формат: VHS, LD                                          | —  | —  | —  | — | —   | —  | — | —  | —  | — | — | — | |
| 1991                                      | Box of Flix Детали - Релиз: 28 октября - Лейбл: Picture Music International - Формат: 2×VHS, 2×LD, 2×VCD                                    | —  | —  | —  | — | —   | —  | — | —  | —  | — | — | — | Список - : Золотой |
| 1992                                      | Classic Queen Детали - Релиз: 13 октября - Формат: VHS                                                                                      | —  | —  | —  | — | —   | —  | — | —  | —  | — | — | — | |
| 1992                                      | Greatest Hits Детали - Релиз: 13 октября - Формат: VHS                                                                                      | —  | —  | —  | — | —   | —  | — | —  | —  | — | — | — | |
| 1992                                      | We Are the Champions — Final Live in Japan Детали - Лейбл: BMG Video - Формат: DVD, LD                                                      | —  | —  | —  | — | —   | —  | — | —  | —  | — | — | — | |
| 1992                                      | The Freddie Mercury Tribute Concert Детали - Лейбл: Parlophone - Формат: 2xVHS, 2×LD, 3×DVD, Blu-ray                                        | —  | 49 | —  | — | —   | —  | — | —  | —  | — | — | — | Список - : Платиновый - : Золотой - : Платиновый                                                                                       |
| 1995                                      | Champions of the World Детали - Лейбл: Parlophone, Picture Music International - Формат: VHS, 2×VCD, LD                                     | —  | —  | —  | — | —   | —  | — | —  | —  | — | — | — | Список - : Платиновый |
| 1996                                      | The Films. Made in Heaven Детали - Релиз: 11 ноября - Лейбл: Wienerworld - Формат: VHS, DVD                                                 | —  | —  | —  | — | —   | —  | — | —  | —  | — | — | — | Список - : Золотой |
| 1996                                      | We Are the Champions Детали - Лейбл: Les Éditions Du 7ème Art - Формат: VHS                                                                 | —  | —  | —  | — | —   | —  | — | —  | —  | — | — | — | |
| 1997                                      | Greatest Karaoke Hits Детали - Лейбл: EMI, Parlophone - Формат: DVD, LD                                                                     | —  | —  | —  | — | —   | —  | — | —  | —  | — | — | — | |
| 1998                                      | Queen Rocks the Video Детали - Лейбл: Queen Productions Ltd. - Формат: VHS, LD                                                              | —  | —  | —  | — | —   | —  | — | —  | —  | — | — | — | |
| 1999                                      | Greatest Flix III Детали - Релиз: 20 ноября - Лейбл: Parlophone - Формат: VHS, VCD                                                          | —  | —  | —  | — | —   | —  | — | —  | —  | — | — | — | Список - : Золотой |
| 2002                                      | Greatest Video Hits 1 Детали - Релиз: 12 октября - Лейбл: Parlophone - Формат: 2×DVD                                                        | —  | 42 | 8  | — | —   | —  | — | 2  | —  | — | — | — | Список - : 2×Платиновый - : Платиновый - : 3×Платиновый - : 6×Платиновый - : Платиновый - : 3×Платиновый - : Золотой - : 3×Золотой     |
| 2003                                      | Greatest Video Hits 2 Детали - Релиз: 25 ноября - Лейбл: Parlophone - Формат: 2×DVD                                                         | —  | 69 | 16 | — | —   | —  | — | 13 | —  | — | — | — | Список - : Платиновый - : Золотой - : Золотой - : Платиновый - : 2×Платиновый - : Платиновый                                           |
| 2003                                      | The Game Детали - Лейбл: Parlophone - Формат: DVD                                                                                           | —  | —  | —  | — | —   | —  | — | —  | —  | — | — | — | |
| 2004                                      | Queen on Fire — Live at the Bowl Детали - Лейбл: Parlophone - Формат: 2×DVD                                                                 | 10 | —  | 5  | 1 | 1   | —  | — | —  | —  | — | — | 4 | Список - : 3×Платиновый - : Золотой - : 3×Платиновый - : Платиновый - : Золотой - : 5×Золотой - : 3×Платиновый                         |
| 2005                                      | The Making of Plus 30th Anniversary DVD Edition of A Night at the Opera Детали - Лейбл: Eagle Vision - Формат: DVD                          | —  | —  | —  | — | —   | —  | — | —  | —  | — | — | — | |
| 2007                                      | Live in Japan 1985 Детали - Лейбл: Stejtex - Формат: DVD                                                                                    | —  | —  | —  | — | —   | —  | — | 15 | —  | — | — | — | |
| 2010                                      | Rock Montreal & Live Aid Детали - Лейбл: Eagle Vision - Формат: 2×DVD, Blu-ray, HD DVD                                                      | 9  | 17 | —  | 4 | 3/4 | —  | — | 1  | —  | — | 4 | 2 | Список - : Платиновый - : 2×Платиновый - : Золотой - : Платиновый - : Платиновый - : Платиновый - : Платиновый - : Золотой             |
| 2011                                      | Days of Our Lives — The Definitive Documentary of the World’s Greatest Rock Band Детали - Лейбл: Universal, Island - Формат: 2×DVD, Blu-ray | —  | —  | —  | — | —   | —  | — | 1  | —  | — | — | — | Список - : Платиновый |
| 2012                                      | Hungarian Rhapsody — Live in Budapest Детали - Релиз: 20 сентября - Лейбл: Island, Universal - Формат: Blu-ray, DVD                         | 8  | —  | —  | 1 | 1   | 10 | 5 | 8  | 10 | — | — | — | Список - : Золотой - : Платиновый |
| 2013                                      | A Night at the Opera Детали - Лейбл: Eagle Vision - Формат: DVD, Blu-ray                                                                    | —  | —  | —  | — | —   | —  | — | 1  | —  | — | — | — | Список - : Платиновый - : Золотой |
| 2014                                      | Live at the Rainbow '74 Детали - Релиз: 8 сентября - Лейбл: Eagle Vision - Формат: Blu-ray, DVD                                             | —  | —  | —  | — | —   | —  | — | 1  | —  | — | — | — | |
| ?                                         | Queen Box Set Детали - Лейбл: Picture Music International - Формат: 3×VHS                                                                   | —  | —  | —  | — | —   | —  | — | —  | —  | — | — | — | |
| «—» ставится, если альбом не попал в чарт | |    |    |    |   |     |    |   |    |    |   |   |   | |

## Видеоклипы
Данный список составлен на основе информации сайта mvdbase.com.
| Год  | Песня                                         | Режиссёр(ы)                                    |
| ---- | --------------------------------------------- | ---------------------------------------------- |
| 1973 | «Liar»                                        | Брюс Гоуэрс                                    |
| 1973 | «Keep Yourself Alive» (первая версия)         | Барри Шеффилд                                  |
| 1973 | «Keep Yourself Alive» (вторая версия)         | Брюс Гоуэрс                                    |
| 1974 | «Keep Yourself Alive» (третья версия)         |                                                |
| 1974 | «Killer Queen» (первая версия)                | Робин Нэш                                      |
| 1974 | «Stone Cold Crazy» (первая версия)            | Брюс Гоуэрс                                    |
| 1975 | «Now I'm Here»                                | Брюс Гоуэрс                                    |
| 1975 | «Bohemian Rhapsody» (первая версия)           | Брюс Гоуэрс                                    |
| 1976 | «You're My Best Friend»                       | Брюс Гоуэрс                                    |
| 1976 | «Somebody to Love»                            | Брюс Гоуэрс                                    |
| 1977 | «Tie Your Mother Down»                        | Брюс Гоуэрс                                    |
| 1977 | «We Are the Champions»                        | Дэрек Бэбидж                                   |
| 1978 | «We Will Rock You» (первая версия)            | Рок Фликс                                      |
| 1978 | «Spread Your Wings»                           | Рок Фликс                                      |
| 1978 | «Bicycle Race» (первая версия)                | Деннис де Валланс                              |
| 1978 | «Fat Bottomed Girls» (первая версия)          | Деннис де Валланс                              |
| 1979 | «Don't Stop Me Now»                           | Джордан Клибенст                               |
| 1979 | «Love of My Life» (live)                      | Деннис де Валланс                              |
| 1979 | «Crazy Little Thing Called Love»              | Деннис де Валланс                              |
| 1980 | «Save Me»                                     | Кейт МакМиллан, Джон Вивер                     |
| 1980 | «Play the Game»                               | Брайан Грант                                   |
| 1980 | «Another One Bites the Dust»                  | Даниэлла Грин                                  |
| 1980 | «Flash»                                       | Дон Норман                                     |
| 1981 | «Killer Queen» (вторая версия)                | Брайан Грант                                   |
| 1981 | «Under Pressure» (первая версия)              | Дэвид Маллет                                   |
| 1982 | «Body Language»                               | Майк Ходжес                                    |
| 1982 | «Calling All Girls»                           | Брайан Грант                                   |
| 1982 | «Back Chat»                                   | Брайан Грант                                   |
| 1984 | «Radio Ga Ga»                                 | Дэвид Маллет                                   |
| 1984 | «I Want to Break Free»                        | Дэвид Маллет                                   |
| 1984 | «It's a Hard Life»                            | Тим Поуп                                       |
| 1984 | «Hammer to Fall»                              | Дэвид Маллет                                   |
| 1985 | «One Vision»                                  | Геннес Россэйкер, Руди Долезал                 |
| 1986 | «One Year of Love»                            | Геннес Россэйкер, Руди Долезал                 |
| 1986 | «A Kind of Magic»                             | Рассел Малкэхи                                 |
| 1986 | «Princes of the Universe»                     | Рассел Малкэхи                                 |
| 1986 | «Friends Will Be Friends»                     | Геннес Россэйкер, Руди Долезал                 |
| 1986 | «Who Wants to Live Forever»                   | Дэвид Маллет                                   |
| 1989 | «I Want It All»                               | Дэвид Маллет                                   |
| 1989 | «Breakthru»                                   | Геннес Россэйкер, Руди Долезал                 |
| 1989 | «The Invisible Man»                           | Геннес Россэйкер, Руди Долезал                 |
| 1989 | «Scandal»                                     | Геннес Россэйкер, Руди Долезал                 |
| 1989 | «The Miracle»                                 | Геннес Россэйкер, Руди Долезал                 |
| 1991 | «Innuendo»                                    | Геннес Россэйкер, Руди Долезал, Джерри Гибберт |
| 1991 | «I'm Going Slightly Mad»                      | Геннес Россэйкер, Руди Долезал                 |
| 1991 | «Headlong»                                    | Геннес Россэйкер, Руди Долезал                 |
| 1991 | «The Show Must Go On»                         | Геннес Россэйкер, Руди Долезал                 |
| 1991 | «These Are the Days of Our Lives»             | Геннес Россэйкер, Руди Долезал, Дж. Митчелл    |
| 1992 | «Keep Yourself Alive» (четвёртая версия)      | Геннес Россэйкер, Руди Долезал                 |
| 1992 | «Stone Cold Crazy» (третья версия)            | Геннес Россэйкер, Руди Долезал                 |
| 1992 | «Seven Seas of Rhye»                          | Геннес Россэйкер, Руди Долезал                 |
| 1992 | «Good Old-Fashioned Lover Boy»                | Геннес Россэйкер, Руди Долезал                 |
| 1992 | «We Will Rock You»/«We Are the Champions»     | Гейвин Тейлор                                  |
| 1992 | «Bohemian Rhapsody» (вторая версия)           | Брюс Гоуэрс, Пенелопа Сфирис                   |
| 1992 | «Stone Cold Crazy» (третья версия)            |                                                |
| 1993 | «Under Pressure» (вторая версия)              | Дэвид Маллет, Энди Морахан                     |
| 1995 | «Heaven for Everyone» (первая версия)         | Дэвид Маллет                                   |
| 1995 | «A Winter's Tale» (первая версия)             | Геннес Россэйкер, Руди Долезал                 |
| 1996 | «I Want to Live»                              | Бернард Рудден                                 |
| 1996 | «Heaven for Everyone» (вторая версия)         | Саймон Паммелл                                 |
| 1996 | «Too Much Love Will Kill You» (первая версия) | Геннес Россэйкер, Руди Долезал                 |
| 1996 | «Let Me Live»                                 | Бернард Рудден                                 |
| 1996 | «You Don't Fool Me»                           | Марк Сзацци                                    |
| 1996 | «Too Much Love Will Kill You» (вторая версия) | Саймон Паммелл                                 |
| 1996 | «My Life Has Been Saved»                      | Николас Брюс                                   |
| 1996 | «Mother Love»                                 | Джим Гиллспай                                  |
| 1996 | «A Winter’s Tale» (вторая версия)             | Крис Родли                                     |
| 1996 | «I Was Born to Love You»                      | Ричард Хеслоп                                  |
| 1997 | «I’m in Love with My Car»                     | Геннес Россэйкер, Руди Долезал                 |
| 1997 | «We Will Rock You» (вторая версия)            | Геннес Россэйкер, Руди Долезал                 |
| 1997 | «Sheer Heart Attack»                          | Геннес Россэйкер, Руди Долезал                 |
| 1997 | «It's Late»                                   | Геннес Россэйкер, Руди Долезал                 |
| 1997 | «Put Out the Fire»                            | Геннес Россэйкер, Руди Долезал                 |
| 1997 | «Tear It Up»                                  | Геннес Россэйкер, Руди Долезал                 |
| 1997 | «No-One but You (Only the Good Die Young)»    | Геннес Россэйкер, Руди Долезал                 |
| 1999 | «Under Pressure» (четвёртая версия)           | Геннес Россэйкер, Руди Долезал                 |
| 2000 | «We Are the Champions»                        | Эван Бернард                                   |
| 2000 | «We Will Rock You»                            | Тим Ройс                                       |
| 2002 | «Bicycle Race» (вторая версия)                | Дэвид Маллет                                   |
| 2005 | «Fat Bottomed Girls» (вторая версия)          |                                                |
| 2014 | «Love Kills»                                  |                                                |
| 2014 | «Let Me In Your Heart Again»                  |                                                |

## Саундтреки
| Год  | Фильм/Сериал/Событие           | Альбом                                                                                        | Песни                                                        |
| ---- | ------------------------------ | --------------------------------------------------------------------------------------------- | ------------------------------------------------------------ |
| 1978 | «FM»                           | FM: The Original Movie Soundtrack                                                             | «We Will Rock You»                                           |
| 1981 | «Флэш Гордон»                  | Flash Gordon (Original Soundtrack Music)                                                      | трек-лист альбома Flash Gordon                               |
| 1986 | «Железный орёл»                | Iron Eagle (Original Motion Picture Soundtrack)                                               | «One Vision»                                                 |
| 1992 | «Парень из Энсино»             | Encino Man (Music From The Original Motion Picture Soundtrack)                                | «Stone Cold Crazy»                                           |
| 1992 | «Мир Уэйна»                    | Music From The Motion Picture Wayne’s World                                                   | «Bohemian Rhapsody»                                          |
| 1993 | «Супербратья Марио»            | Super Mario Bros. (Original Motion Picture Soundtrack)                                        | «Tie Your Mother Down»                                       |
| 1993 | «Зятёк»                        | Son in Law (Original Motion Picture Soundtrack)                                               | «Crazy Little Thing Called Love»                             |
| 1993 | «Друзья Питера»                | Peter’s Friends — The Album                                                                   | «You're My Best Friend»                                      |
| 1993 | «American Gladiators»          | American Gladiators — The Music                                                               | «We Will Rock You»                                           |
| 1994 | «D2: The Mighty Ducks»         | D2: The Mighty Ducks                                                                          | «We Will Rock You», «We Are the Champions»                   |
| 1996 | «Господин Ошибка»              | Mr. Wrong (Music From The Original Motion Picture Soundtrack)                                 | «Crazy Little Thing Called Love»                             |
| 1997 | «Убийство в Гросс-Пойнте»      | Grosse Pointe Blank                                                                           | «Under Pressure»                                             |
| 1998 | «Солдатики»                    | Small Soldiers (Music From The Motion Picture)                                                | «Another One Bites the Dust»                                 |
| 2000 | «Счастливые номера»            | Selections From The Motion Picture Lucky Numbers                                              | «We Are the Champions»                                       |
| 2001 | «История рыцаря»               | A Knight’s Tale (Music From The Motion Picture)                                               | «We Will Rock You»                                           |
| 2004 | «Зомби по имени Шон»           | Shaun of the Dead (Music From The Motion Picture)                                             | «Don't Stop Me Now»                                          |
| 2009 | «Прах к праху»                 | Ashes to Ashes Series 2 Original Soundtrack                                                   | «Under Pressure»                                             |
| 2010 | «Горец»                        | Highlander (Complete Motion Picture Score)                                                    | трек-лист альбома A Kind of Magic, «New York, New York»      |
| 2011 | «Запрещённый приём»            | Sucker Punch (Original Motion Picture Soundtrack)                                             | «I Want It All», «We Will Rock You»                          |
| 2011 | «Делай ноги 2»                 | Original Soundtrack — Happy Feet Two                                                          | «Under Pressure»                                             |
| 2012 | «Уличные танцы 2»              | StreetDance 2 (Music From & Inspired By The Motion Picture)                                   | «We Will Rock You (LP & JC Remix)»                           |
| 2012 | «Третий лишний»                | Ted (Original Motion Picture Soundtrack)                                                      | «Flash’s Theme»                                              |
| 2012 | «Летние Олимпийские игры 2012» | A Symphony of British Music (Music for the Closing Ceremony of the London 2012 Olympic Games) | «Bohemian Rhapsody»                                          |
| 2018 | «Богемская рапсодия»           | Bohemian Rhapsody: The Original Soundtrack                                                    | трек-лист альбома Bohemian Rhapsody: The Original Soundtrack |
| 2019 | Академия «Амбрелла»            | The Umbrella Academy                                                                          | «Don't Stop Me Now»                                          |